# 御茶ノ水男子
御茶ノ水男子（おちゃのみずだんし）は、吉本興業東京本社（東京吉本）所属のお笑いコンビである。東京NSC12期生。2008年9月10日結成、2019年6月解散。略称は御茶男（おちゃだん）。

## メンバー

### おもしろ佐藤
（おもしろ さとう、1984年3月25日（41歳） -  ）ツッコミ担当。
- 福岡県久留米市出身。なお、中学生時代に神奈川県内に引っ越している。身長168cm、体重55kg（デビュー当時は50kg）、血液型A型。
- 体が弱く、よく風邪をひいている。咳がひどいと思い病院に行ったら喘息が判明した[1]。
- 2012年12月の改名前までの衣装は、ユニクロの白いレディースのシャツに黒いネクタイ。改名してからは私服で舞台に立つようになった。正装の場合は、上記のシャツにネクタイをする。
- 御茶ノ水男子結成前は「おもしろボーイズ」というコンビを組んでいた[2]。
- 元アニメーターで、『BLEACH』や『NARUTO』などのアニメに参加していた[3]。
- ジブリ作品が好きで、まんだらけなどでジブリ映画のセル画などを購入、今までジブリグッズに投資した額は400万円以上だという[4]
- 映画が好きで、1年365本、一日一本の割合で映画鑑賞をしているとよしもとの公式プロフィールにある。ブログの話題にも頻出する。
- 2010年10月2日、自身のシチサンLIVEで「おもくろ佐藤」に改名。しかし、勝手に改名をしたため、マネージャーから却下され「おもしろ佐藤」に戻した[5]。
- 貯水漕洗浄監督者の資格をもっている[6]。
- お笑い情報誌『マンスリーよしもと』2013年の「芸人運勢ランキング」にて、相方・椎橋の芸名「しいはしジャスタウェイ」の字画が大凶と言われ、2012年12月より相方と共に本名に改名。2014年4月1日にマンスリーよしもとの休刊に伴って芸名を「おもしろ佐藤」に戻した。現在、芸名は「ピリオド佐藤」に改名している。

### しいはしジャスタウェイ
（本名：椎橋 宏光（しいばし ひろみつ）、1981年7月20日（44歳） - ）ボケ担当。
- 千葉県我孫子市出身。身長173cm、体重58kg、A型。天然パーマと金髪が特徴であったが現在は黒髪。
- 改名してからは私服で舞台に立つことも多い。改名前までの衣装は、ユニクロの白いシャツに赤チェックのネクタイ。正装の場合はシャツとネクタイをする。
- 芸名の「ジャスタウェイ」とは、椎橋の好きな漫画『銀魂』に出てくる同名の爆弾に由来している。
- 特撮、アニメ、漫画が好き[2]。ゴレンジャーからゴーカイジャーまで全35戦隊のレッドの変身ポーズがすべて出来る。戦隊ヒーローの変身前・変身後両方を演じることが夢である。
- 御茶ノ水男子結成前は「けちゃ＆ぷー」というコンビを組んでいた[2]。
- 以前はスーツアクターをしており[4]、中学3年生の頃からジャパンアクションクラブに所属していた。本番中に頭から落下した事故が原因となり引退した[7]。
- 介護福祉士の資格を持っている[8]。
- 昔、ヴィジュアル系バンドのドラマーをやっていたため、ドラムが上手い。その頃にSinnersのローディーをやっていた[9]。
- よしもとの後輩である小学生マジシャンあきとに初めて奢った先輩芸人である[10]。
- マンスリーよしもとの2013年の「芸人運勢ランキング」にて、芸名の「しいはしジャスタウェイ」が字画的に大凶と言われ、相方・佐藤と共に2012年12月から本名に改名。2013年4月1日、マンスリーよしもとの休刊に伴って芸名を「しいはしジャスタウェイ」に戻した。
- 2013年1月7日のよしログにて、本名が「しいはし」ではなく「しいばし」であることを公表した。

## 概要
- コンビ名の「御茶ノ水」の由来は、ヒーローショーの聖地「水道橋」とアニメの聖地「秋葉原」の間の駅が「御茶ノ水」のため。そこから、「お茶の水女子大学」をもじって「御茶ノ水男子」になった。
- 2019年5月、佐藤、しいはしが、それぞれのTwitterで2019年6月をもって解散することを発表した[11]。佐藤は解散について、Twitterで「（しいはし）ジャスタウェイが今の活動の他に新たにやりたいことが出来たため」と説明した上で、自身は芸人を続けることを宣言した。しいはしはブログで「新たにやりたい事があり、芸人も吉本も辞めるつもりでした。しかし色々な方々からお話やアドバイスを沢山頂きました。そして色々考えた結果、吉本に籍を置いておく形になりました」「とりあえず現状は、肩書き未定です。この先どうなるかまだ分かりません」と綴っている[11]。

## 芸風
- 主にコント。椎橋が特撮好きのため、特撮がらみの内容が多い。漫才をすることもあり、M-1グランプリにも出場している。
  - コンビニ戦隊時給800円ジャー
  - 美容師戦隊ヘアサロンジャー
  - 電車戦隊駅員ジャー
  - 南出茂羽美流(なんでもばみる)くん
  - ヒーローの家庭内事情　など。
- 「ボーイズラブコント」
  - 東三角関係
「もしもアンパンマンがアメリカンコミックだったら」などの、レパートリーがある。
- ネタの最後に、コンビ名に絡んだブリッジのようなものをすることがある。
(振り付きで)御茶、ノ水、男子♪」「お茶をこぼしてあっちっち、男子！」など。

## 出演

### テレビ
過去レギュラー番組
- 板尾ロマン（テレビ東京、2010年10月 - 2011年9月）
- みんなで!ニコリッチ（TOKYO MX、2012年11月 - 2014年3月）
- のりすたE-ネ!（テレビ東京、2014年12月24日・2015年1月14日 - 3月25日） 佐藤のみ「でぃおげねす騎士団　イケメンマット運動」に出演

ゲストなど
- クギづけ（日本テレビ、2008年11月12日）
- カートゥンKAT-TUN（日本テレビ、2008年12月3日） しいはしのみ
- 笑う妖精（テレビ朝日、2009年10月24日深夜） しいはしのみ
- 超能力スペシャル2010 今夜奇跡が?世界最強超能力者×最新脳科学 ナゾ解明プロジェクト（TBSテレビ）- 2010年1月4日
- U・LA・LA@7（TOKYO MX、2010年10月5日・2011年2月15日）
- スッキリ!!（日本テレビ、2010年12月28日）
- オールザッツ漫才2010（毎日放送）
- ヒルナンデス!（日本テレビ、2011年5月5日・6月16日） 番組内コーナーNEWSナンデス?のみ
- 新春レッドカーペット（フジテレビ、2012年1月1日） キャッチコピーは「ゆとり系プリンス」
- オモクリ監督 〜O-Creator's TV show〜（フジテレビ、2015年9月13日） 佐藤のみ 堂島孝平の作品に出演
- アメトーーク! 年末5時間SP（テレビ朝日、2015年12月30日） しいはしのみ
- 有田ジェネレーション（TBSテレビ、2016年6月20日・28日）
- 水曜日のダウンタウン（TBSテレビ、2016年6月29日・8月3日） 佐藤のみ
- 日曜もアメトーーク!（テレビ朝日、2016年8月4日・11月27日） しいはしのみ
- 特捜警察ジャンポリス（テレビ東京、2016年9月23日、2016年11月4日（佐藤のみ））
- ウチのガヤがすみません!（日本テレビ、2017年5月16日）
- 深夜に発見!新shock感〜一度おためしください〜（テレビ東京、2017年5月27日）
- アメトーーク 年末5時間SP（テレビ朝日、2017年12月30日） しいはしのみ
- マジカル・パンチラインのマジカルテレビ（Kawaiian TV、2018年6月21日）

### ラジオ
- よしもと下克上（TBSラジオ、2011年3月度・4月度）

### メディア
- 神保町花月アワー
- ルミネtheよしもと なう。
- よしもとオンライン
- よしログ
- 火花 第2話（Netflix、2016年6月3日）
- 暴太郎戦隊ドンブラザーズ ドン12話・ドン16話（テレビ朝日、2022年5月22日・6月19日） - シロクマ宅配便 所長 役（しいはしのみ）

### 映画
- 仮面ライダー平成ジェネレーションズ FINAL ビルド&エグゼイドwithレジェンドライダー（東映、2017年12月9日） - しいはしのみ
- 劇場版 仮面ライダービルド Be The One（東映、2018年8月4日） - 市民 役（しいはしのみ）
- 平成仮面ライダー20作記念 仮面ライダー平成ジェネレーションズ FOREVER（東映、2018年12月22日） - しいはしのみ[要出典]

### 舞台
神保町花月
- ヒットメーカー!!（2009年6月16日 - 21日）
- しらゆき（2010年3月9日 - 14日）
- ハノイの塔（2010年6月1日・3日）
- 紅十（2010年9月9日 - 13日）
- 紅十 in 1990（2010年10月12日 - 17日）
- 紅十 Final（2010年11月9日 - 14日）
- Deeeeeeeeeep!（前編）（2011年1月24日 - 27日・29日・30日）
- Deeeeeeeeeep!（後編）（2011年2月23日 - 27日）
- パーフェクトライフ #1天命という名の災難（2011年4月5日 - 10日）
- パーフェクトライフ #2運命という名の残酷（2011年5月17日 - 22日）
- パーフェクトライフ #3宿命という名の結末（2011年6月14日 - 16日・18日・19日）
- 微熱（2011年7月31日 - 8月4日）※初主演
- マシュマロのキオク（2012年1月12日 - 17日）※主演
- ガスフィンチvol.2「成増ダンスレボリューション」（2012年2月7日 - 11日）
- 生ガキがあたった夜（2012年5月8日 - 10日・12日・13日）
- 大好きな君に、ひっぷほっぷ!（2012年7月18日 - 22日）
- 乙女心に死す（2012年7月31日 - 8月4日）※主演
- キノコ（2012年10月2日 - 7日）
- 星みっつ（2012年12月10日 - 13日・15日・16日）※主演
- 心を亡くす忘れる（2013年5月15日・17日 - 21日）※主演
- エルサイズのばら（2013年7月31日 - 8月4日）
- まとめルドキャスト（2013年9月10日 - 15日）※10日ゲスト出演
- 5ミリオン（2013年12月12日 - 14日・16日 - 18日）※主演
- 限りなく他人に近い一族（2014年1月21日 - 26日）※主演
- ボクとオレの間で（2014年5月14日 - 18日）※主演
- みんな生きてる 冷たく笑う（2014年8月14日 - 18日）
- 任侠デイドリーム（2014年9月10日 - 14日）
- 西遊記物語〜書の壱〜（2015年1月8日・10日 - 13日）
- 西遊記物語〜書の弐〜（2015年1月15日 - 20日）
- 劇団緑（2015年2月24日・26日 - 28日・3月2日）※主演
- チーモンチョーチュウ白井作・演出ライブ 「エンドレスバトラー」（2015年8月30日・31日）※しいはしのみ
- 妖怪探偵ルルルと慟哭のエンゲージリング（2015年8月8日 - 12日）
- いつだって、スリーボールツーストライク（2016年7月31日 - 8月5日）
- ホラーの天使～アナザーストーリー～（2016年11月15日 - 16日・18日 - 19日）
- クリスマス公演 聖なる夜に溺れてろ（2016年12月22日 - 25日）
- 年始特別公演 祭～超開運男と奇跡の新春カーニバル～（2017年1月5日 - 9日）※1月9日ゲスト出演
- LOVE is born. ～3.14の悲喜こもごも～（2017年3月15日 - 19日）
- 『是近敦之企画』 幕ヲ引カセヌハ紫煙二燻ル己ノ聖痕（2017年6月14日 - 18日）
- 贋作D坂の殺人事件（2017年8月17日 - 20日）※佐藤のみ
- 10年計画ボーイズ2018 前編～煩悩のマシンガン～（2017年12月29日 - 31日）
- 10年計画ボーイズ2018 後編～ポチ袋のエクスタシー～（2018年1月5日 - 7日）

その他
- 黄金の郷 〜BENKEI外伝〜（2010年11月16日・17日：豊島区立南大塚ホール）
- 黄金の郷 〜BENKEI外伝〜（2010年12月3日 - 5日：ABCホール）
- 舞台版まいっちんぐマチコ先生（2017年8月17日 - 20日：築地ブディストホール、2018年5月3日 - 6日：築地ブディストホール） - 山形国男 役（しいはし）
- 幼児・小学生・戦隊ファン向け 夏休み企画 ももたろう （2018年7月23日 - 8月10日、ルミネtheよしもと） - 赤鬼 役（しいはし）
- 舞台版まいっちんぐマチコ先生～令和元年スタート!YOU タチニツグ!シン・ニホンジンハダレダ！の巻～（2019年5月2日 - 6日、ブディストホール） - 山形国男役（しいはし）

### 現行ライブ
- 御茶ノ水男子乃話
- CON党
- 御茶漬け
- 爆男
- イチキスマイ、しいはしのみ

### 過去ライブ
- 環八フルスイング
- シソ茶
- クレオ茶ミルク
- 爆男
- ショータイム
- ホスト伝、佐藤のみ
- Adachilds、しいはしのみ
- ROYAL ROOM
- 劇団ムゲンダイ
- SUPER12
- お茶男タロー
- 御話

## 単独ライブ
- 2011年10月22日 - 御茶ノ水男子の初単独ライブ「はじめまして。」（品川よしもとプリンスシアター）
- 2012年8月27日 - 御茶ノ水男子の単独ライブ 其の弐 「下北ブルーシートハウス。」（下北沢タウンホール）
- 2014年7月26日 - 御茶ノ水男子の単独ライブ 其ノ参「白と黒。」（ヨシモト∞ホール）
- 2015年5月9日 - 御茶ノ水男子の単独ライブ 「静岡ノ御茶」（沼津ラクーンよしもと劇場）
- 2018年7月13日 - 御茶ノ水男子ノ単独ライブ「自由と見守り」（神保町花月）